# Into the Light (singel)
Into the Light – dwudziesty drugi singel niemieckiego DJ-a i producenta - Tomcrafta, wydany 20 października 2003 w Niemczech przez wytwórnię Kosmo Records (wydanie CD i 12"). Utwór pochodzi z drugiego albumu Tomcrafta - MUC (czwarty i ostatni singel z tej płyty). Na singel składa się tylko utwór tytułowy w pięciu wersjach (CD) oraz w trzech wersjach (12"). Ponadto singel został wydany w Danii (wydanie CD z czterema wersjami utworu tytułowego).

## Lista utworów

### Niemcy

#### CD
1. Into the Light (Video Edit) (3:59)
2. Into the Light (Radio Edit) (3:54)
3. Into the Light (Kola Mix) (5:41)
4. Into the Light (Egoexpress Remix) (5:28)
5. Into the Light (Original Klubmix) (6:57)

#### 12"
1. Into the Light (Kola Mix)
2. Into the Light (Egoexpress Remix)
3. Into the Light (Original Klubmix)

### Dania(CD)
1. Into the Light (Video Edit) (3:03)
2. Into the Light (Radio Edit) (2:57)
3. Into the Light (Kola Mix) (5:41)
4. Into the Light (Original Club Mix) (6:57)